# Estación de Río Ebro
Río Ebro es un apeadero ferroviario situado en la ciudad española de Reinosa, en la comunidad autónoma de Cantabria. Forma parte de la línea C-1 de Cercanías Cantabria operada por Renfe.

## Situación ferroviaria
La estación se encuentra en el punto kilométrico 427,002 de la línea férrea de ancho ibérico Palencia-Santander a 846 metros de altitud. Históricamente dicho kilometraje se corresponde con el trazado Madrid-Santander por Palencia y Alar del Rey. 

## La estación
No forma parte de las estaciones originales de la línea y fue construida con posterioridad para dar servicio al norte de la ciudad de Reinosa, ya que la estación principal se encuentra en el sur de la localidad. Dispone únicamente de un pequeño refugio dotado de un andén lateral al que accede la vía principal. El apeadero se sitúa junto al cauce del río Ebro, de ahí su nombre.
A pesar de ser una de las estaciones de Reinosa, hay que tener en cuenta que solo se trata de una apeadero, por los que los trenes Alvia de Larga Distancia que pasan por Reinosa con destino Madrid y Alicante solo paran en la estación principal de Reinosa y no en este apeadero.

## Servicios ferroviarios

### Cercanías
Forma parte de la línea C-1 de la red de Cercanías Cantabria. Seis trenes en ambos destinos unen el apeadero con Santander. En el mejor de los casos el trayecto se cubre en algo más de hora y media.
| procedencia/destino | < estación         | Línea | estación > | destino/procedencia |
| ------------------- | ------------------ | ----- | ---------- | ------------------- |
| Santander           | Lantueno-Santiurde |       | Reinosa    | Reinosa             |